# József Katona
József Katona (ur. 11 listopada 1791 w Kecskemécie, zm. 16 maja 1830 tamże) – dramaturg węgierski, autor węgierskiego dramatu narodowego „Bánk Bán“.
József Katona studiował prawo, w roku 1810 został adwokatem, a w roku 1821 skarbnikiem miasta Kecskemét. Jednocześnie był aktorem i tłumaczem niemieckich melodramatów. Był wielbicielem słynnej węgierskiej aktorki Rózy Déry, która nie dowiedziała się nigdy o jego uczuciu.
Jest autorem tragedii „Bánk bán”, napisanej 1815 na konkurs zorganizowany przez czasopismo ukazujące się w Kolozsvárze. Jego utwór nie został zauważony przez jury konkursu. Niezrażony tym Katona przerobił utwór i wystawił go prywatnie w roku 1820, lecz dopiero w latach trzydziestych XIX wieku dzieło doczekało się powszechnego uznania.
Tragedia Katony stała się podstawą do opracowania libretta autorstwa Béniego Egressyego do opery Ferenca Erkela pod tym samym tytułem, napisanej w roku 1861.
Katona zmarł 16 maja 1830 przedwcześnie na zawał serca w wieku 39 lat.